# Callyspongia spiculifera
Callyspongia spiculifera är en svampdjursart som först beskrevs av Thomas Whitelegge 1901.  Callyspongia spiculifera ingår i släktet Callyspongia och familjen Callyspongiidae. Inga underarter finns listade i Catalogue of Life.